# Art tribal

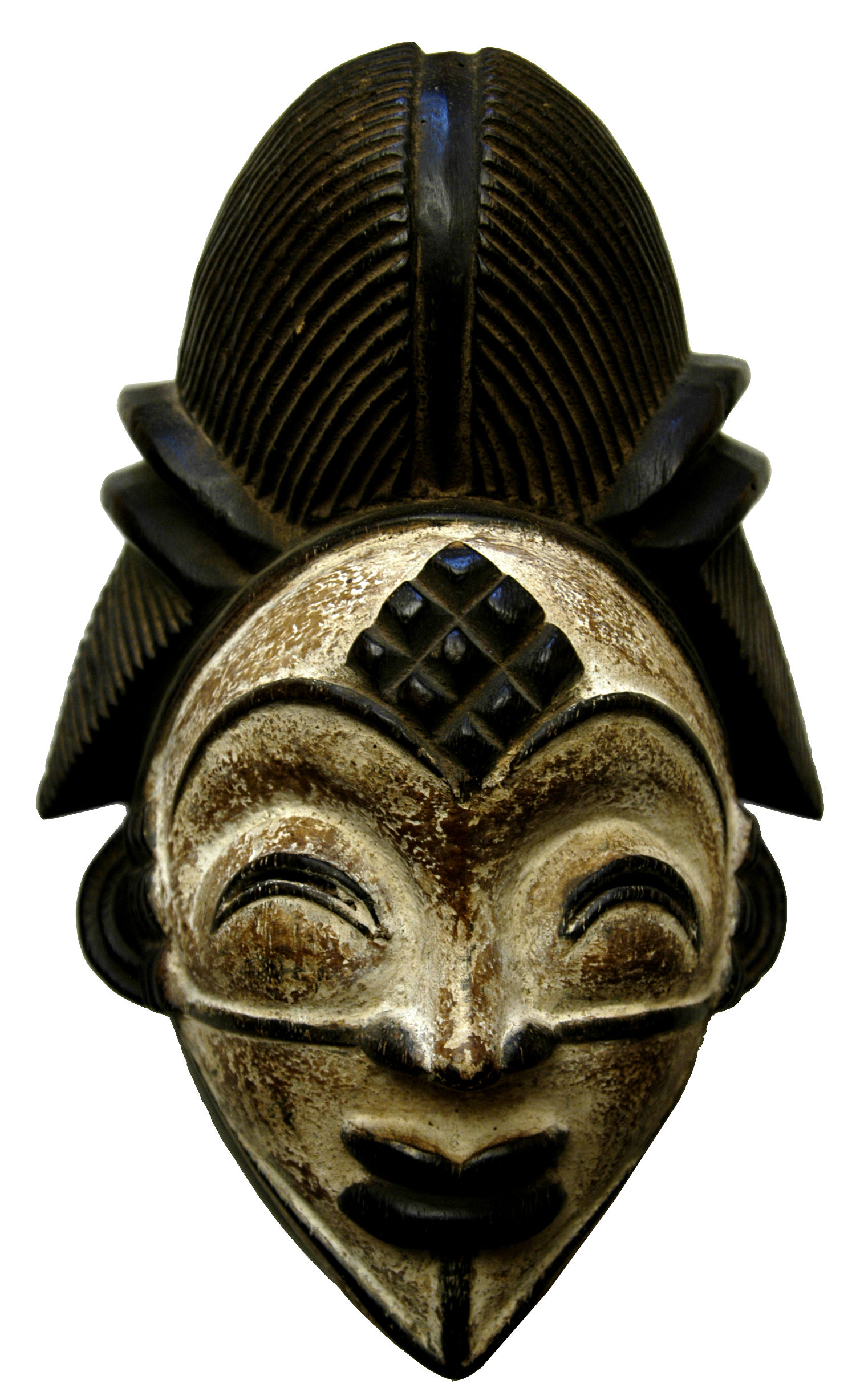
Màscara tribal de Gabon, Àfrica

L'art tribal o art indígena és l'art visual i la cultura material dels pobles indígenes. També es coneix com a art etnogràfic, o, de forma controvertida, art primitiu. Els arts tribals han estat històricament recollits per antropòlegs occidentals, col·leccionistes provats i museus, particularment museus etnogràfics i museus d'història natural. El terme primitiu s'ha criticat per ser Eurocèntric i pejoratiu.

## Descripció
L'art tribal sovint és de naturalesa cerimonial o religiós. Típicament, s'ha originat en zones rurals; l'art tribal es refereix al subjecte o a l'artesania dels artefactes de les cultures tribals.
En les col·leccions dels museus, l'art tribal té aquestes tres categories principals:
- Art africà, especialment les arts de l'Àfrica subsahariana.
- Art de les Amèriques.[4]
- Art oceànic, originat especialment a Austràlia, Melanèsia, Nova Zelanda, i Polinèsia.

Les col·leccions d'arts tribals, històricament, han estat inspirades pel mite occidental del "bon salvatge", i la manca de context cultural és un repte per a la percepció d'aquest art per part del públic occidental.

## Influència sobre el modernisme
Les grans exposicions d'arts tribals de finals del segle xix fins a la meitat del segle xx van mostrar al món occidental l'art no occidental. Aquestes exposicions van incloure la del Museum of Modern Art de 1935 Africa Negro Art i, el 1941, Indian Art of the United States. La mostra dels arts tribals va servir d'inspiració a molts artistes moderns, especialment els expressionistes, cubistes, i surrealistes notables com Max Ernst. El pintor cubista Pablo Picasso va manifestar que "l'escultura primitiva mai ha estat superada."

## Galeria d'imatges

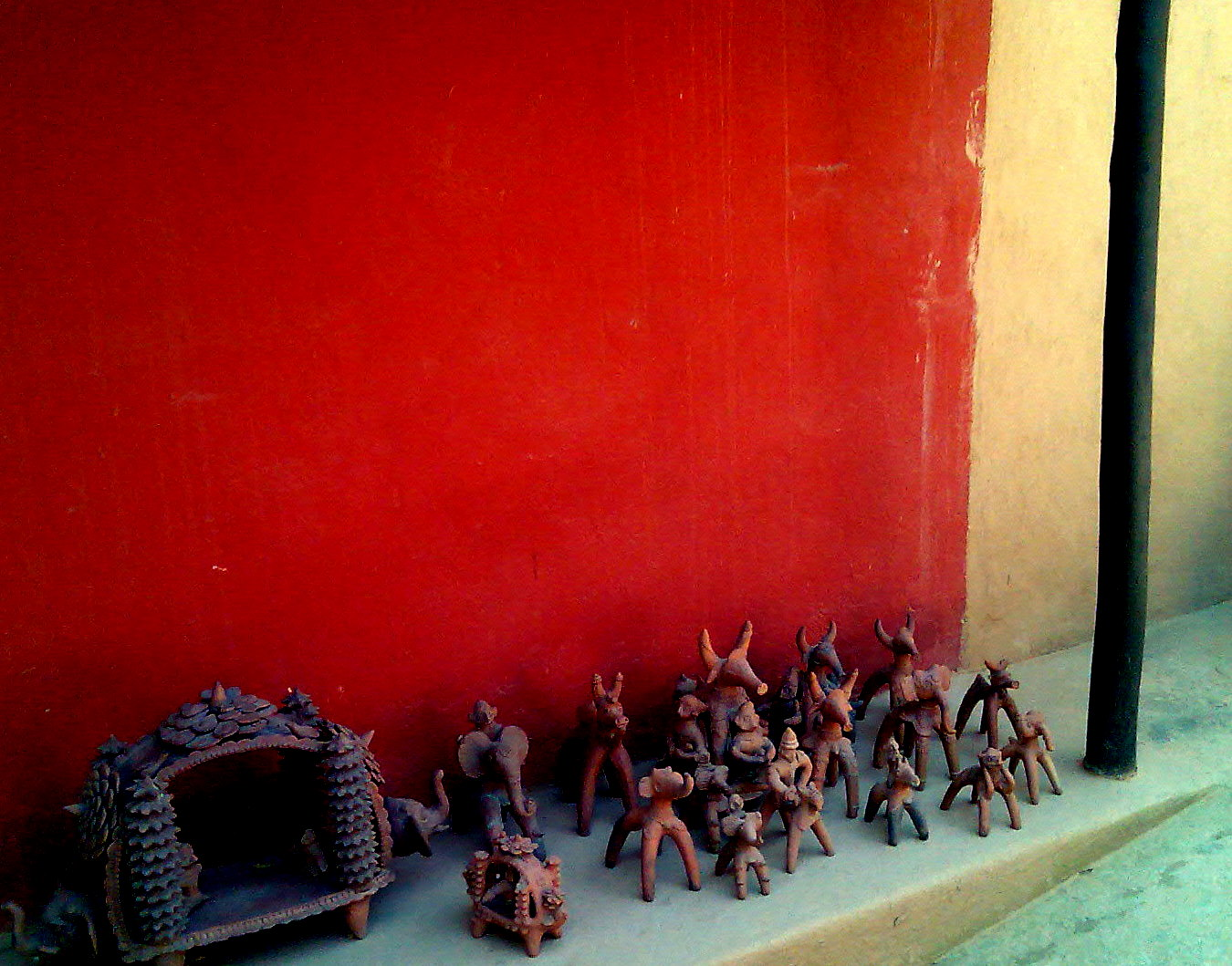
Obra d'art al Museum of Indian Terracotta, New Delhi, Índia
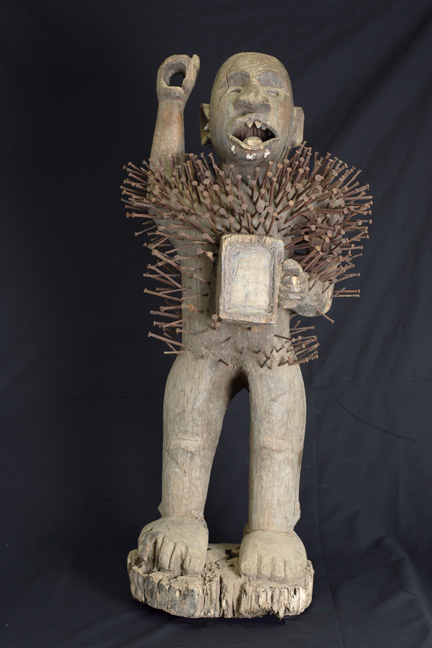
Figura femenina Nkisi Nkondi del Congo, Collection BNK, Royal Tribal Art
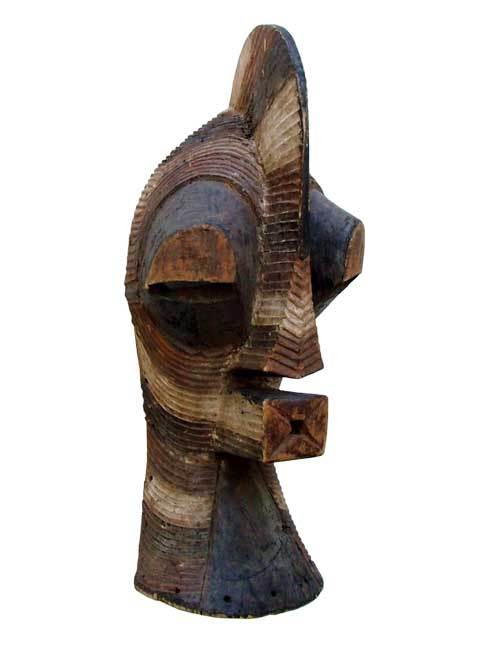
Màscara masculina Kifwebe, tribu Songye, D. R. Congo. Àfrica